# Wit-Rusland op het Junior Eurovisiesongfestival 2011
Wit-Rusland nam deel aan het Junior Eurovisiesongfestival 2011 in Jerevan, Armenië. Het was de 9de deelname van het land op het Junior Eurovisiesongfestival. De selectie verliep via een nationale finale. BRTC was verantwoordelijk voor de Wit-Russische bijdrage voor de editie van 2011.

## Selectieprocedure
De Wit-Russische hoofdstad Minsk was gaststad voor de vorige editie van het Junior Eurovisiesongfestival. Ook voor dit jaar stelde Minsk zich kandidaat om het festival te organiseren, maar Jerevan werd uitgekozen door de EBU. Wit-Rusland nam wel deel in Armenië.
Geïnteresseerden kregen van 11 februari tot en met 11 april de tijd om zich kandidaat te stellen voor deelname aan de nationale preselectie. Vervolgens koos een vakjury de halvefinalisten. In juni bepaalde een andere jury dan de finalisten, die in de liveshow mochten strijden voor een ticket richting Jerevan. Het aantal finalisten werd vastgelegd op tien. De finale vond plaats op 23 september en werd gewonnen door Lidia Zabolotskaja met het nummer Angeli dobra.

## Jevrovidenie 2011
| Volgorde | Artiest                        | Lied                      |
| -------- | ------------------------------ | ------------------------- |
| 1        | Diana Tsehanovich              | Ja risoejoe               |
| 2        | Lidia Zabolotskaja             | Angely dobra              |
| 3        | Aleksandra Drozdova            | Pesnya Krasnoy sjapotsjki |
| 4        | Maria Novik                    | Solnetssjnaya pesenka     |
| 5        | Veronika Sokolovskaya          | Karnaval                  |
| 6        | Aleksej Koez’min               | Boed’ soboj               |
| 7        | Valeri Ziborov & Jana Fedorova | Pesnya dlya dvoih         |
| 8        | Dar’ya Atrosjenko              | A-a!                      |
| 9        | Anna Zaytseva                  | Moim druz’yam             |
| 10       | Egor Zjesjko                   | Solnechniy ostrov         |

## In Jerevan
In oktober werd de startvolgorde geloot. Wit-Rusland trad als tiende van dertien landen aan, na Nederland en voor Zweden. Aan het einde van de puntentelling stond Wit-Rusland op een mooie derde plaats, met 99 punten.